# Croizatia
Croizatia, biljni rod iz porodice filantusovki (Phyllanthaceae). Sastoji se od pet vrsta drveća i grmova iz tropske Amerike.
Rod je opisan 1952.

## Vrste
1. Croizatia brevipetiolata (Secco) Dorr
2. Croizatia cimalonia Cerón & G.L.Webster, ekvadorski endem
3. Croizatia naiguatensis Steyerm.
4. Croizatia neotropica Steyerm., venezuelski endem. Tip.
5. Croizatia panamensis G.L.Webster

## Sinonimi
- Pseudosagotia Secco; Bol. Mus. Paraense Emílio Goeldi, Bot. 2(1): 23 (1985)